# Cônia
Cônia (português brasileiro) ou Cónia (português europeu) (em turco: Konya, Koniah, Konieh, Qunia), no passado chamada Icônio [BR]  ou Icónio [PT]  (em latim: Iconium; em grego: Ικόνιον; romaniz.: Ikónion; lit.  "imagem"), é uma cidade da Turquia situada na região de Anatólia Central, capital da área metropolitana e província homônima, a maior da Turquia em área.O conjunto dos distritos que a malha urbana da cidade ocupa, na totalidade ou parcialmente, (Karatay, Meram e Selçuklu) tem 6 585 km² e em dezembro de 2021 tinha 1 390 051 habitantes (densidade: 211,1 hab./km²).

## História
Depois da queda do império hitita no século XIII a.C., a cidade esteve sob o domínio de frígios, licônios, capadócios e galatas. Com o domínio romano, ficou localizada no sul da província romana da Galácia. O nome Iconium foi provavelmente estabelecido pelos frígios que após a queda do império hitita, invadiram a Anatólia. Xenofonte
descreve a cidade Iconium como a última cidade frígia.

## O cristianismo na cidade
Segundo os Atos dos Apóstolos, Icônio foi visitada por São Paulo. Cônia é também considerada a terra natal de Santa Tecla.
De acordo com o capítulo 14 dos Atos, ao chegarem na cidade, Paulo e Barnabé teriam feito um discurso em uma sinagoga onde uma grande multidão de judeus e gregos converteram-se ao cristianismo. Os judeus não convertidos organizaram um motim juntamente com os gentios, com o objetivo de os apedrejarem, o que obrigou Paulo e Barnabé a fugirem para as cidades de Listra e Derbe, situadas na Licônia.
No entanto, apesar da perseguição sofrida pelo apóstolo, a igreja foi estabelecida na cidade e viria a ser visitada por Paulo em ocasiões posteriores, tanto no retorno de sua primeira viagem missionária como em outras. Paulo escreveu uma epístola às comunidades cristãs da Galácia, a Epístola aos Gálatas.

## Pessoas notáveis de Cônia
- Orkut Büyükkökten, programador e fundador do site Orkut.[6]
- Miraç Kal, atleta que competiu nos Jogos Olímpicos de Verão de 2012.[7]
- Ahmet Davutoğlu, primeiro-ministro da Turquia, de 2014 a 2016.[8]